# Famous Blue Raincoat
"Famous Blue Raincoat" is een nummer van de Canadese zanger en dichter Leonard Cohen. Het nummer verscheen als de zesde track op zijn derde album Songs of Love and Hate uit 1971.

## Achtergrond
"Famous Blue Raincoat" is geschreven door Cohen en geproduceerd door Bob Johnston. Het nummer vertelt over een driehoeksverhouding tussen de verteller, een vrouw genaamd Jane en een mannelijke aanbidder, die later wordt beschreven als "my brother, my killer" (mijn broer, mijn moordenaar). Het nummer is geschreven in de vorm van een brief; veel regels zijn geschreven in amfibrachen. In de tekst zijn verwijzingen te vinden naar het Duitse nummer "Lili Marleen", Scientology en Clinton Street, een straat in Manhattan waar Cohen woonde in de jaren '70.
In de albumtekst bij het verzamelalbum The Best of Leonard Cohen uit 1975 schreef Cohen dat de blauwe regenjas van hemzelf was, en niet van iemand anders. Het nummer begint in de toonsoort A mineur, maar verandert tijdens de refreinen in C majeur. Cohen vertelde hierover: "Dat is leuk. Volgens mij had ik dat uit Spaanse muziek gehaald, dat dat heeft." Het refrein van "When I Need You" van Leo Sayer wordt vaak vergeleken met een couplet uit "Famous Blue Raincoat". Volgens Cohen spande iemand in zijn naam een rechtszaak tegen Sayer aan, en de twee partijen kwamen uiteindelijk tot een overeenkomst.
Covers van "Famous Blue Raincoat" zijn gemaakt door onder anderen Tori Amos, Joan Baez, Jonathan Coulton en Eivør. In 1986 vernoemde Jennifer Warnes, die lange tijd achtergrondzangeres was voor Cohen, een album met Cohen-covers naar het nummer. In 2017, een jaar na het overlijden van Cohen, werd het nummer door Damien Rice gespeeld op een concert in zijn nagedachtenis.

## NPO Radio 2 Top 2000
| Nummer met noteringen in de NPO Radio 2 Top 2000 | '16 | '17  | '18  | '19  | '20  | '21  | '22  | '23  | '24  |
| ------------------------------------------------ | --- | ---- | ---- | ---- | ---- | ---- | ---- | ---- | ---- |
| Famous Blue Raincoat                             | 831 | 1720 | 1723 | 1666 | 1814 | 1861 | 1888 | 1822 | 1914 |

1. ↑  Een vetgedrukt getal geeft de hoogste notering aan.
2. ↑  2016 was het eerste jaar met een notering voor dit nummer.